# جسر لاتيدان
جسر لاتيدان (بالفارسية: پل لاتیدان) هو جسر تاريخي يعود إلى عصر السلالة الصفوية، ويقع في مقاطعة خمير.